# أولكسندر بياتنيتسا
أولكسندر سيرجيوفيتش بياتنيتسيا (الأوكرانية: Олександр Сергийович Пятница ؛ من مواليد 14 يوليو 1985 في دنيبروبتروفسك) هو لاعب رمي رمح أوكراني، يعتبر أفضل رقم حققه هو 86.12 مترًا في مايو 2012 في كييف والذي كان رقمًا قياسيًا وطنيًا جديدًا، حصل على الميدالية الفضية في رمي الرمح في الألعاب الأولمبية الصيفية 2012 برمية 84.51 متر. في عام 2016 أدى تحليل عينات من أولمبياد لندن 2012 إلى اختبار إيجابي للستيرويد تورينابول المنشطة. تم تجريده من لقبه من قبل اللجنة الأولمبية الدولية وأمرته بإعادة ميداليته الفضية ودبوس الميدالية. في مايو 2017 تم استبعاده من الأهلية لمدة عامين.

## روابط خارجية
- نبذة عن أولكسندر بياتنيتسا  على موقع الاتحاد الدولي لألعاب القوى